# Piotr Rylski
Piotr Rylski herbu Ostoja – sędzia ziemski rawski w 1648 roku, pisarz ziemski rawski od 1647 roku, rotmistrz województwa rawskiego w 1655 roku.
Poseł na sejm 1649/1650 roku z sejmiku rawskiego województwa rawskiego.